# Värmskogs kyrka
Värmskogs kyrka är en kyrkobyggnad som tillhör Värmskogs församling i Karlstads stift. Kyrkan ligger vid en vik av sjön Värmeln.

## Kyrkobyggnaden
Nuvarande stenkyrka föregicks av två äldre träkyrkor som låg 100 meter söderut vid Värmelns strand. Första kyrkan uppfördes någon gång på 1200-talet och bestod av ett rektangulärt långhus med ett smalare, rakt avslutat kor. Denna revs när en ny träkyrka uppfördes strax intill. Andra träkyrkan färdigställdes 1689 och bestod av ett rektangulärt långhus med ett tresidigt avslutat kor. Båda träkyrkorna saknade torn.
Nuvarande kyrka uppfördes åren 1760 - 1762 efter ritningar av Christian Haller. Den är byggd av natursten och består av ett rektangulärt långhus med ett tresidigt kor, en utbyggd sakristia öster om koret samt ett kyrktorn i väster. Väggarna är vitkalkade och yttertaket är belagt med skiffer. Huvudingången finns i väster och går genom tornets bottenvåning. Ännu en ingång finns mitt på långhusets sydsida.
27 juli 1799 eldhärjades kyrkan då gnistor från en hyggesbränning antände tornet. Många inventarier hann räddas, men kyrkan blev helt utbränd. Ansvarig för hyggesbränningen var brukspatron Nils Hagberg på Prästbols gård. Han ålades att, inom en tidsrymd av två år, bygga upp kyrkan igen. Under ledning av byggmästare John Westman återuppfördes kyrkan och fick ett skiffertak. Tidigare takbeläggning var spån. Tornet fick en ny överbyggnad efter ritning av byggmästare Sundberg. 1857 tillkom en ny tornspira av järn och underliggande klot förgylldes.
Kyrkorummet har ett trägolv som är lackat och betsat. Korgolvet ligger högre upp än i övriga kyrkorummet. Innertaket är täckt med ett blåmålat tunnvalv av trä och har en vit profilerad taklist.

## Inventarier
- Dopfunten av bohusgranit tillverkades 1946.
- Den åttakantiga predikstolen i barockstil byggdes 1760 och fick ett nytt ljudtak 1959.
- Altartavlan i barockstil är utförd 1802 av hovmålaren Carl Wilhelm Swedman. Dess motiv är "Kristus på förklaringsberget".

### Orgel
- Orgeln tillverkades 1857 av Erik Adolf Setterquist i Hallsberg. Orgeln är mekanisk. Den renoverades 1960 av Bröderna Moberg, Sandviken.

| Manual          | Pedal   |
| Principal 16' B | Bihängd |
| Principal 8'    |         |
| Rörflöjt 8'     |         |
| Fugara 8'       |         |
| Octava 4'       |         |
| Qvinta 3'       |         |
| Octava 2'       |         |

### Webbkällor
- Kyrkor i Karlstads stift Del I, Utgiven av Värmlands Museum och Karlstads stift, 2008, ISBN 91-85224-71-5
- byggnadspresentation
- anläggningspresentation